# Десять заповідей

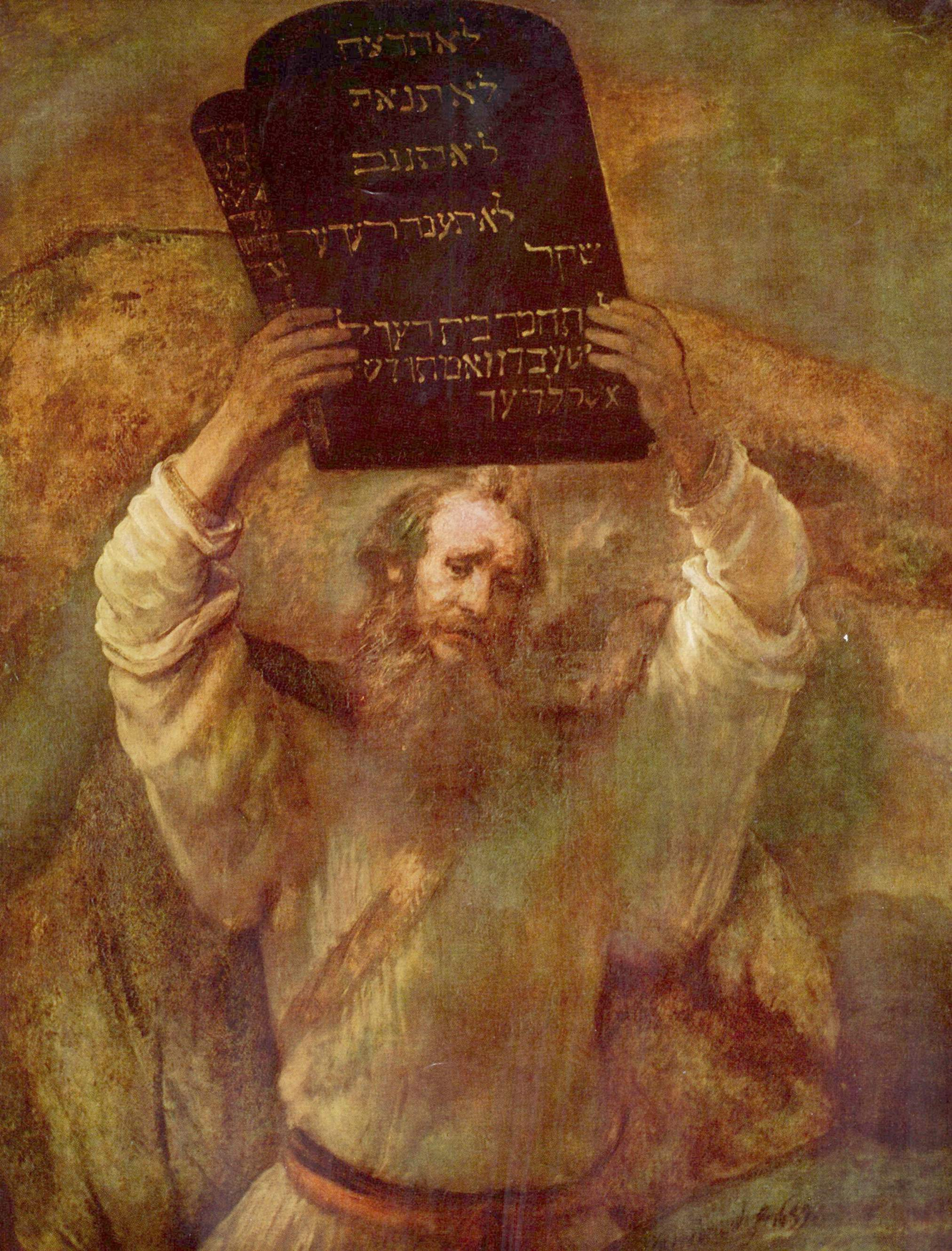
«Мойсей та Десять заповідей», Рембрандт, 1659.

Де́сять за́повідей, також Декало́г або Зако́н Бо́жий (євр.: עֲשֶׂרֶת הַדִּבְּרוֹת «асе́рет га-діброт» або עֲשֶׂרֶת הַדְּבָרִים «асе́рет га-дварім», грец. δέκα λόγοι; дослівно: десятислів'я) — десять основних релігійних законів, котрі, за текстом П'ятикнижжя, або Тори, були дані самим Богом Мойсею на горі Синай приблизно через п'ятдесят днів після того, як євреї залишили Єгипет. Заповіді, як оповідається, були зафіксовані на кам'яних скрижалях. Декалог існує в двох версіях, які походять від різних усних передань.

## У Біблії
Десять заповідей перераховані в біблійних книгах Вихід (глава 20) та Повторення Закону (глава 5). 
| №  | Вихід, глава 20:1-17 | Повторення Закону, глава 5:4-21 |
| -- | --- | --- |
| 1  | 2 Я Господь, Бог твій, що вивів тебе з єгипетського краю з дому рабства. 3 Хай не буде тобі інших богів передо Мною! | 6 Я Господь, Бог твій, що вивів тебе з єгипетського краю, з дому рабства. 7 Хай не буде тобі інших богів при Мені! |
| 2  | 4 Не роби собі різьби і всякої подоби з того, що на небі вгорі, і що на землі долі, і що в воді під землею. 5 Не вклоняйся їм і не служи їм, бо Я Господь, Бог твій, Бог заздрісний, що карає за провину батьків на синах, на третіх і на четвертих поколіннях тих, хто ненавидить Мене, 6 і що чинить милість тисячам поколінь тих, хто любить Мене, і хто держиться Моїх заповідей. 23 Не будете робити при Мені богів із срібла, і богів із золота не будете робити собі. | 8 Не роби собі різьби й усякої подоби з того, що на небі вгорі, і що на землі долі, і що в воді під землею. 9 Не вклоняйся їм, і не служи їм, бо Я Господь, Бог твій, Бог заздрісний, що карає провину батьків на синах, на третіх і на четвертих поколіннях тих, що ненавидять Мене, 10 і що чинить милість тисячам поколінь тих, хто любить Мене, і хто виконує Мої заповіді. |
| 3  | 7 Не призивай Імення Господа, Бога твого, надаремно, бо не помилує Господь того, хто призиватиме Його Ймення надаремно. | 11 Не присягай Іменем Господа, Бога твого, надаремно, бо не помилує Господь того, хто присягає Його Ім’ям надаремно. |
| 4  | 8 Пам’ятай день суботній, щоб святити його! 9 Шість день працюй і роби всю працю свою, 10 а день сьомий субота для Господа, Бога твого: не роби жодної праці ти й син твій, та дочка твоя, раб твій та невільниця твоя, і худоба твоя, і приходько твій, що в брамах твоїх. 11 Бо шість день творив Господь небо та землю, море та все, що в них, а дня сьомого спочив тому поблагословив Господь день суботній і освятив його. 24 Ти зробиш для Мене жертівника з землі, і будеш приносити на ньому свої цілопалення й свої мирні жертви, і дрібну худобу свою, і велику худобу свою. На кожному місці, де Я згадаю Ймення Своє, Я до тебе прийду й поблагословлю тебе. 25 А коли зробиш Мені жертівника з каменів, то не будеш будувати його з обтесаних, бо ти підносив би над ним знаряддя своє, і занечистив би його. 26 І не будеш входити до Мого жертівника ступенями, щоб не була відкрита при ньому твоя нагота. | 12 Пильнуй дня суботнього, щоб святити його, як наказав тобі Господь, Бог твій. 13 Шість день працюй, і роби всю працю свою, 14 а день сьомий субота для Господа, Бога твого; не роби жодної праці ти й син твій та дочка твоя, і раб твій та невільниця твоя, і віл твій, і осел твій, і всяка худоба твоя, і приходько твій, що в брамах твоїх, щоб відпочив раб твій і невільниця твоя, як і ти. 15 І будеш пам’ятати, що був ти рабом в єгипетському краї, і вивів тебе Господь, Бог твій, звідти сильною рукою та витягненим раменом, тому наказав тобі Господь, Бог твій, святкувати суботній день. |
| 5  | 12 Шануй свого батька та матір свою, щоб довгі були твої дні на землі, яку Господь, Бог твій, дає тобі! | 16 Шануй свого батька та матір свою, як наказав був тобі Господь, Бог твій, щоб довгі були твої дні, і щоб було тобі добре на землі, яку Господь, Бог твій, дає тобі. |
| 6  | 13 Не вбивай! | 17 Не вбивай! |
| 7  | 14 Не чини перелюбу! | 18 Не чини перелюбу! |
| 8  | 15 Не кради! | 19 Не кради! |
| 9  | 16 Не свідкуй неправдиво на свого ближнього! | 20 Не свідчи неправдиво проти ближнього свого! |
| 10 | 17 Не жадай дому ближнього свого, не жадай жони ближнього свого, ані раба його, ані невільниці його, ані вола його, ані осла його, ані всього, що ближнього твого! | 21 І не бажай жони ближнього свого, і не бажай дому ближнього свого, ані поля його, ані раба його, ані невільниці його, ані вола його, ані осла його, ані всього, що є ближнього твого! |

Наведені в таблиці вірші у перекладі І. Огієнко.

## Інтерпретації
Більшість деномінацій християнства вважають, що десять заповідей мають божественний авторитет і продовжують бути актуальними, хоча по-різному інтерпретуються і використовуються. Апостольські постанови, які закликають мирян "завжди пам'ятати десять Божих заповідей", показують важливість Декалога в ранній Церкві. Протягом більшої частини християнської історії Декалог вважався коротким викладом Божого закону та стандартом поведінки, центральним для християнського життя, благочестя та поклоніння.
Відмінності в порядку і важливості цього порядку продовжують залишатися теологічною суперечкою, причому тексти в Новому Завіті Римлянам 13:9 підтверджують більш традиційний порядок, який слідує Септуагінті: перелюб, вбивство і злодійство; на відміну від нині прийнятого масоретського порядку: вбивство, перелюб, злодійство.

### Католицизм
У католицькій церкві Декалог часто подають у стислому вигляді та в дещо інакшій послідовності (зокрема, перша і друга об'єднані, а десята розділена на дві). Наприклад у катехизмі вони описані так:

Я — Господь, Бог твій.
1. Нехай не буде в тебе інших богів, окрім Мене.
2. Не взивай намарно імені Господа, Бога твого.
3. Пам'ятай день святий святкувати.
4. Шануй батька твого і матір твою.
5. Не вбивай.
6. Не чужолож.
7. Не кради.
8. Не свідчи неправдиво на ближнього твого.
9. Не пожадай жінки ближнього твого.
10. Не пожадай нічого того, що є власністю ближнього твого.

### Православ'я
Східна православна церква вважає, що моральні істини містяться головним чином десяти заповідях. Сповідь починається з того, що сповідник читає десять заповідей і запитує того, хто кається, яку з них він порушив.

### Протестантизм
Відкинувши моральну теологію римського католицизму, надаючи більшого значення біблійному закону та Євангелію, ранні протестантські богослови продовжували вважати Десять заповідей відправною точкою християнського морального життя. Різні версії християнства відрізнялися одна від одної тим, як вони переводили голі принципи в конкретні, що становлять повноцінну християнську етику.

### Лютеранство
Лютеранське поділ заповідей відповідає поділу, встановленому святим Августином, слідуючи діленню синагогальних переписувачів, що існував на той час. Перші три заповіді регулюють відносини між Богом і людьми, четверта-восьма – суспільні відносини між людьми, а останні дві – приватні думки. Деталі в Малому катехизисі Лютера і Великому катехизисі.

### Баптизм
Десять заповідей - це короткий виклад вимог завіту про справи (званого " Старим завітом " ), даного на горі Синай народу Ізраїлю. Старий заповіт був наповнений Христом на хресті. Невіруючі досі перебувають під Законом. Закон відкриває гріх людини та її потребу в спасінні, яке є Ієшуа. Покаяння в гріху і віра в Христа для спасіння - сенс усієї Біблії. Вони справді відбивають вічний характер Бога і є зразком моральності.

## Тлумачення
Давні євреї, яким було дано ці заповіді, спочатку розуміли їх буквально, але з часом виникла необхідність в більш детальному тлумаченні Декалогу. З одного боку, це пов'язують із різноманітною юридичною казуїстикою: в міру того, як ускладнювались соціальні відносини та законодавство, виникала потреба розрізняти різні ступені порушень Законів Божих, а також кордони їх безумовного дотримання. З іншого боку, частішали випадки формального виконання заповідей, коли зовнішня відповідність ставилась вище за сутнісне дотримання, що інколи призводило навіть до нерозуміння самих законів (див. фарисейство).
У християнстві особливо наголошувалось на необхідності щирого й усвідомленого виконання Десяти заповідей. Як правило, їх тлумачення брали на себе священники і богослови, які робили необхідні роз'яснення під час проповідей або в рамках релігійних диспутів. В католицькому середовищі до послуг вірян стали видавати роз'яснення, що мали форму невеликих друкованих посібників (найчастіше використовуваних перед сповіддю). Наразі між різними християнськими деномінаціями не існує істотних відмінностей щодо того, як саме слід розуміти Десять заповідей і що вважати їх порушенням.

### Заповідь поклоніння Богові
В усіх конфесіях і варіантах тлумачень є першою. Конче зобов'язує вірянина до поклоніння Богові, єдиному в Пресвятій Трійці. Це означає, що вірянин має визнавати лише одного Бога. Поклоніння богам інших релігій чи визнання Богом будь-яких людей (включно з праведниками, святими), духовних сутностей (потойбічних істот), тварин, предметів, явищ природи вважається смертним гріхом. Цим юдаїзм і християнство протиставляють себе усім формам язичництва, анімізму, сатанізму, окультизму, а також таким соціокультурним явищам як культ особи і культ тіла.
Порушенням цієї заповіді вважають і відносно м'які форми поклоніння людям або речам, наприклад, надмірно палке уболівання за спортивну команду, фанатичне захоплення хобі, непомірковане збирання речей, забобонність чи турботу про людей, що виходить за межі необхідної для їхнього здоров'я і призводить до нехтування релігійними обов'язками. Перша заповідь також вимагає ставити Бога вище за власні інтереси, навіть коли йдеться про життя, тому жертвування життям заради визнання віри розцінюється як найвища форма праведності — мучеництво.

### Заповідь ідолоборства
Ця заповідь у біблійному викладі є логічним продовженням першої. Вона вимагає не створювати і не використовувати культових речей, що не мають стосунку до Святої Трійці: бовванів, зображень осіб, реліквій. За часів юдаїзму ця заповідь виконувалась буквально — в синагогах не було жодного зображення Бога Отця (навіть фантазійного). Після Воскресіння Ісуса Христа з'явились ікони, перші з яких приписують євангелістові Луці, що мав хист художника. Оскільки ці зображення мали певну схожість з оригіналом, то ікони вважали гідними для поклоніння. Ця теза була підкріплена багатьма дивами, якими прославились різні стародавні ікони. Пізніше розвиток релігійних практик і мистецтва призвів до появи нових форм культових предметів: мощів святих, скульптур, святих джерел тощо. Проте вже в перші століття існування християнства виникли суперечки щодо меж дозволеності подібної атрибутики. Це призвело до кризи іконоборства. Пізніше поклоніння іконам і реліквіям заперечили усі протестантські течії, які вважають їх ознакою ідолопоклонства.

### Заповідь пошани до Божого імені
Друга заповідь у католицькому варіанті і третя в православному вимагає не закликати імені Господа намарно. Під марністю мається на увазі будь-яка згадка Імені Бога в ситуації, коли про Нього насправді не йдеться, або коли Його згадують метафорично. Таким чином порушенням цієї заповіді вважають усілякі приказки, намовляння, оклики, фразеологізми, що виконують роль сполучних частин мови і не несуть глибокого сенсу. До порушень цієї заповіді відносять і клятву іменем Бога або перед Його лицем (тобто призиваючи Бога за свідка). Найтяжчим порушенням цієї заповіді є богохульство: вживання імені Бога з іронією, презирством, використання Його імені як лайки. Порушення цієї заповіді дуже поширені, деякі з менш грубих, як от клятви із закликанням Бога, навіть толеруються суспільством.

### Заповідь шанування святкового дня
В оригінальному біблійному тексті Бог заповідає Мойсеєві святкувати кожен сьомий день тижня на згадку про милосердя Боже до єврейського народу, причому дається конкретна вказівка щодо суботи. Відтоді в юдаїзмі ця заповідь виконується незмінно. У християнстві вона теж вважається за обов'язкову, однак замість суботи заведено святкувати неділю на згадку про перемогу Христа над смертю у цей день. В російській мові навіть назва сьомого дня тижня походить від Воскресіння Христового.
Попри те, що в Біблії ця заповідь описана детально і вимагає від вірян утримуватись від усіх фізично тяжких, нетермінових і необов'язкових робіт, а також не наказувати й не замовляти таких робіт іншим, включно до милосердя над тваринами, в сучасному житті вона часто порушується. Це обумовлено поширенням атеїстичних поглядів у суспільстві, через що віряни вимушені дотримуватись прийнятих небоговірними графіків роботи (наприклад, позмінної роботи на багатьох підприємствах, транспорті, у розважальній сфері, у сфері приватних замовлень, які часто роблять на вихідний день). За часів СРСР була поширена практика навмисного перенесення вихідних днів або призначення додаткових робочих днів — толок-«суботників», «недільників», особливо у Великодній період.

### Заповідь шанування батьків
Вимагає від дітей чи прирівняних до них осіб (усиновлених, взятих під опіку, на виховання, навчання тощо) послуху до батьків або осіб, які їх заміщають: годувальників, вихователів, вчителів. Віддавна ця заповідь виконувалась дуже ретельно, а в народній традиції часто навіть поширювалась на усіх старших людей. В давнину вимога щодо послуху була настільки суворою, що за батьками часто закріплювали право прийняття життєво важливих і невідкликних рішень, як от укладання шлюбу, вибір фаху, посвячення життя Богу. Ймовірно, в цьому християнство зазнало впливу римського права, яке надавало батькові абсолютну владу над дітьми будь-якого віку аж до вбивства.
Часте зловживання цим правом змусило пом'якшити вимоги щодо дотримання цієї заповіді. Наразі діти мусять підкорятися батькам у важливих питаннях, якщо це не несе очевидної шкоди їхньому життю, здоров'ю, духовній чистоті й повинні дотримуватись послуху до досягнення повноліття. Після цього дослухатися до мудрих порад батьків бажано, але їхні вказівки вже не обов'язкові й молода людина несе відповідальність за свої вчинки самотужки.
Слід зазначити, що здавна до категорії соціальних «батьків», тобто не зв'язаних родинними зв'язками, зараховували й різноманітних керівників, наставників, очільників, а особливо, голів держав, яких розглядали як «батьків нації». Через це непослух владним особам прирівнювався до непослуху біологічним батькам. В цій царині погляди церкви залишились консервативними і вона зобов'язує до послуху будь-якій владі окрім відверто людиноненависницької, агресивно атеїстичної, деструктивної.

### Заповідь «Не вбивай!»
Забороняє вірянам убивство людини за будь-яких обставин. У старозавітні часи ця заповідь частково нівелювалася судочинством, яке дозволяло убивати тяжких злочинців, якщо їх вина доведена: наприклад, страчували убивць, державних зрадників, невірних жінок. Ісус Христос своїм закликом підставити «ліву щоку, коли б'ють по правій» фактично скасував усе каральне законодавство. Не зважаючи на це християнська традиція щодо охорони життя людини тривалий час залишалась по суті юдейською. В різні часи простимими порушеннями цієї заповіді вважалися війни за віру (навіть нападницькі), страти злочинців, необхідна оборона (межі якої визначали досить довільно), порушення честі. З XIX століття розвинені країни стали на шлях гуманізації суспільства, в більшості з них смертна кара була заборонена, однак результативність охорони життя від цього не збільшилась, оскільки тепер дозволили убивства за медичними показниками (аборти, евтаназію), які в минулі сторіччя вважалися найтяжчими порушенням моралі. Безумовним і вкрай тяжким порушенням заповіді «Не убий!» у всіх церквах вважається самогубство, оскільки в більшості випадків воно унеможливлює дію Божого милосердя через таїнство сповіді й каяття.
Слід зазначити, що більшість християнських деномінацій у XXI столітті суттєво розширили сферу дії цієї заповіді. По-перше, крім безпосереднього позбавлення життя опосередкованим «убивством» вважають заподіяння істотної шкоди фізичному та психічному здоров'ю людини: медичні досліди без згоди пацієнта, побиття, цькування, залякування, тяжкі образи, прокляття, психологічні маніпуляції зі свідомістю (споювання, наркотизацію, гіпноз тощо), рабство або інші форми істотного обмеження волі, а також занедбання власного здоров'я. По-друге, окрім убивства людини, яке тлумачать як смертний і беззаперечний гріх, менш значними гріхами вважають будь-яку діяльність, яка без поважних причин нищить життя: наприклад, полювання заради розваги, жорстоке поводження з тваринами, екоцид, недбайливе ставлення до природного середовища.

### Заповідь чистоти
Вимагає від вірян дотримуватись такого способу статевого життя, який не руйнує людські взаємини, створює сприятливе середовище для виховання майбутнього покоління, не є підґрунтям для внутрішніх психологічних конфліктів, зміцнює волю, здатність опиратись спокусам. Ця заповідь легітимізує лише один спосіб сексуального зв'язку — довічний шлюб між чоловіком та жінкою, причому укладений за церковними канонами із застосуванням таїнства вінчання. Повторний шлюб можливий лише у разі визнання першого недійсним або завершення першого шлюбу через смерть одного з подругів. Також у християнстві дозволено тимчасове роздільне проживання подружжя у випадку хвороби, агресивної чи соціально безвідповідальної поведінки одного з них.
Таким чином тяжкими порушеннями цієї заповіді є недотримання дошлюбної чистоти, зрада в шлюбі, співжиття без шлюбу, усі девіантні форми сексуальної поведінки, виготовлення, поширення і перегляд порнографії, збочені сексуальні практики, маніпуляція зі свідомістю подруга під час статевого акту.

### Заповідь «Не кради!»
Вимагає від вірян пошани до майнових прав інших людей та держави загалом. В давнину порушенням цієї заповіді вважалося здебільшого безпосереднє позбавлення власності іншої особи — крадіжка чи грабіж. Цю заповідь часто «легітимно» не виконували, вдаючись до хитріших способів відчуження чужого майна за допомогою різних шахрайств. Саме тому в сучасному християнстві гріхи супроти цієї заповіді поповнились широким переліком майнових та економічних злочинів, таких як: хабарництво, рекет, здирництво, спекуляція, несплата або несвоєчасна сплата податків та боргів, неліцензійне користування спільними ресурсами (наприклад, браконьєрство, незаконна забудова), пошкодження чужого майна.
Слід зауважити, що заклик не красти стосується також і нематеріальних форм власності, наприклад, авторських прав на ідеї, винаходи, художні твори, доброго імені людини, її честі, свободи, права на відпочинок, самотність тощо. Таким чином, до порушень заповіді «Не кради!» відносять плагіат, незаслужені нагороди, крадіжку особистості (незаконне користування чужим ім'ям), агресивну рекламу, шпигунство, розголос особистої інформації тощо.
Також, давньоримське право у Законах 12 таблиць було заборонено «жертвувати храмам ту річ, яка є предметом судового розгляду, інакше ми піддаємо штрафу в розмірі подвійної вартості речі, але ніде не з'ясовано, чи повинен цей штраф сплачуватися державі або тій особі, яке заявило домагання на дану річ» (Таблиця XII-4). Це осуджувалось Ісусом у своій проповіді «Горе вам, проводирі ви сліпі, що говорите: Коли хто поклянеться храмом, то нічого; а хто поклянеться золотом храму, то той винуватий.» (Мф. 23:16).

### Заповідь правдивості
В біблійному викладі ця заповідь забороняє лише наклепи супроти близьких людей, однак здавна її застосування було значно ширшим. Ще у часи Старого Завіту засуджувалась фактично будь-яка брехня, омана, а дуже важким гріхом вважалося порушення присяги. Водночас суворі обмеження, які накладало виконання цієї заповіді, призводили до намагань звузити сферу її застосування. Наприклад, брехня супроти ворога усіляко схвалювалась, неофіційно толерувалась і брехня заради духовної користі, наприклад, залякування карами Божими з виховною метою. У християнській Європі в середні віки за брехню визнавали тільки неправдиве свідчення словом, а замовчування правди з метою дезінформування не вважалося гріхом. Пізніше це тлумачення було скасовано.
Наразі заповідь правдивості тлумачать суворо. Її порушенням вважається будь-яке свідчення (в тому числі й невербальне), про яке автор знає, що воно не відповідає дійсності. При цьому не береться до уваги, чи має змогу отримувач інформації перевірити її. Отже, до порушень цієї заповіді відносять навіть такі тонкі маніпуляції, як гра словами, наклеп, неоднозначні натяки, надання інформації, яка в звичайних умовах не може бути прочитана або майже напевне буде проігнорована отримувачем, необґрунтовані підозри.
Дивись також: Лашон ха-ра (іудаїзм) — заборона промови будь-яких слів, принижуючих інших (пліток, компрометації, наклепу, у випадку, якщо принизливі замечания правдиві «Не будеш ходити пліткарем серед народу свого. Не будеш наставати на життя свого ближнього. Я Господь!» (Лв 19:16). Злословя розглядається як серйозний гріх в єврейській традиції.

### Заповідь стриманості
Остання заповідь у православному варіанті чи дві останні у католицькому викладі закликають уникати будь-яких заздрощів і надмірностей. Загальновідомим порушенням цієї заповіді вважають як саму заздрість, так і її наслідки: наклепи, брехню, крадіжки, пошкодження чужого майна, перелюб як «привласнення» чужого подруга. Менш знаними гріхами супроти цієї заповіді є надмірні пожадання, які хоча і не шкодять іншим людям, але руйнують особистість заздрісника чи користолюбця, наприклад, споживацтво, купівля невиправдано дорогих речей, користування невиправдано великою кількістю ресурсів.

## Декалог в катехизмах церков
Католицизм У католицькій церкві Декалог часто подають у стислому вигляді та в наступній послідовності:
Я — Господь, Бог твій.
1. Нехай не буде в тебе інших богів, окрім Мене.
2. Не взивай намарно імені Господа, Бога твого.
3. Пам'ятай день святий святкувати.
4. Шануй батька твого і матір твою.
5. Не вбивай.
6. Не чужолож.
7. Не кради.
8. Не свідчи неправдиво на ближнього твого.
9. Не пожадай жінки ближнього твого.
10. Не пожадай нічого того, що є власністю ближнього твого.

Лютеранство У малому катехізисі доктора Мартіна Лютера надається заповідь з коротким поясненням:
Перша Заповідь
Нехай не буде тобі інших богів передо Мною!
Що це означає?
Відповідь:
Ми повинні боятися і любити Бога та довіряти Йому понад усе.

Друга Заповідь
Не призивай Ймення Господа, Бога твого, надаремно! 
Що це означає?
Відповідь:
Ми повинні боятися і любити Бога так, щоб не вживати Його Імені для прокльонів, присягання, брехні чи обману, чи використовувати Його забобонно, aлe звертатись до Божого Імені у кожній oypaoo?, молитися до Нього, прославляти Його та дякувати Йому.

Третя Заповідь
Пам’ятай день святий, щоб святити його!
Що це означає?
Відповідь:
Ми повинні боятися і любити Бога так, щоб не зневажати проповідування та Його Слова, але свято шанувати їх, а також радо їх слухати та вивчати.

Четверта Заповідь
Шануй свого батька та матір свою, [щоб довгі були твої дні на землі]!
Що це означає?
Відповідь:
Ми повинні боятися і любити Бога так, щоб не зневажати та не гнівити наших батьків та інших старших, а шанувати їх, служити їм і слухатися їх та наділяти їх любов’ю й повагою.

П'ята Заповідь
Не вбивай!
Що це означає?
Відповідь:
Ми повинні боятися і любити Бога так, щоб не завдавати болю чи шкоди нашому ближньому щодо тіла його, а допомагати йому та бути йому другом у всякій тілесній потребі [у кожній потребі та небезпеці для життя і тіла].

Шоста Заповідь
Не чини перелюбу!
Що це означає?
Відповідь:
Ми повинні боятися і любити Бога так, щоб вести чисте та пристойне життя в словах і вчинках, та щоб чоловік і дружина любили та шанували одне одного.

Сьома Заповідь
Не кради!
Що це означає?
Відповідь:
Ми повинні боятися і любити Бога так, щоб не відбирати у нашого ближнього грошей чи його власності й не здобувати цього підробкою товарів чи нечесною торгівлею, а допомагати йому захищати його власність та поліпшувати справу [щоб його засоби для життя зберігалися, а його стан поліпшувався].

Восьма Заповідь
Не свідчи неправдиво на свого ближнього!
Що це означає?
Відповідь:
Ми повинні боятися і любити Бога так, щоб не розпускати неправди, пліток чи поганої слави про нашого ближнього, не зраджувати його, а його захищати, добре про нього говорити, сприймати його слова та вчинки в якомога ліпший спосіб.

Дев'ята Заповідь
Не жадай дому ближнього свого!
Що це означає?
Відповідь:
Ми повинні боятися і любити Бога так, щоб не зазіхати на спадщину чи дім нашого ближнього, не здобувати їх неправдивими позовами, але допомагати й бути в пригоді йому утримувати їх.

Десята Заповідь
Не жадай жінки ближнього свого, ані раба його, ані невільниці його, ані вола його, ані осла його, ані всього, що ближнього твого!
Що це означає?
Відповідь: 

Ми повинні боятися і любити Бога так, щоб не забирати силоміць, не спокушувати дружини ближнього свого, його робітників або тварин, а спонукати їх до того, щоб вони залишалися і виконували свої обов’язки.